# 阿沙离沙
阿沙离沙，又作不觐宿，是印度占星学二十七宿（纳沙特拉）之一，与中国二十八宿的柳宿相对应。
阿沙离沙由水曜统治，守护神为那伽。它的联络星是长蛇座ε。
传统上，印度人为婴儿取名会以其出生时月亮所在的宿为依据，其名字的首字母是与这一宿对应的四个梵文字母之一。与阿沙离沙相应的梵文字母分别为。